# Ludwigia peploides
Jussie rampante
Espèce
Classification phylogénétique
Ludwigia peploides (autrefois aussi nommée Jussiaea peploides), aussi appelée Jussie rampante, souvent improprement nommée Jussie des marais, est une espèce de plantes à fleurs de la famille des Onagraceae. C'est une plante aquatique, amphibie et fixée, d'origine sud-américaine ou australienne.

## Synonymes
- Jussiaea repens' Kunth
- Jussiaea peploides L. var. glabrescens Kuntz.

## Confusion possible

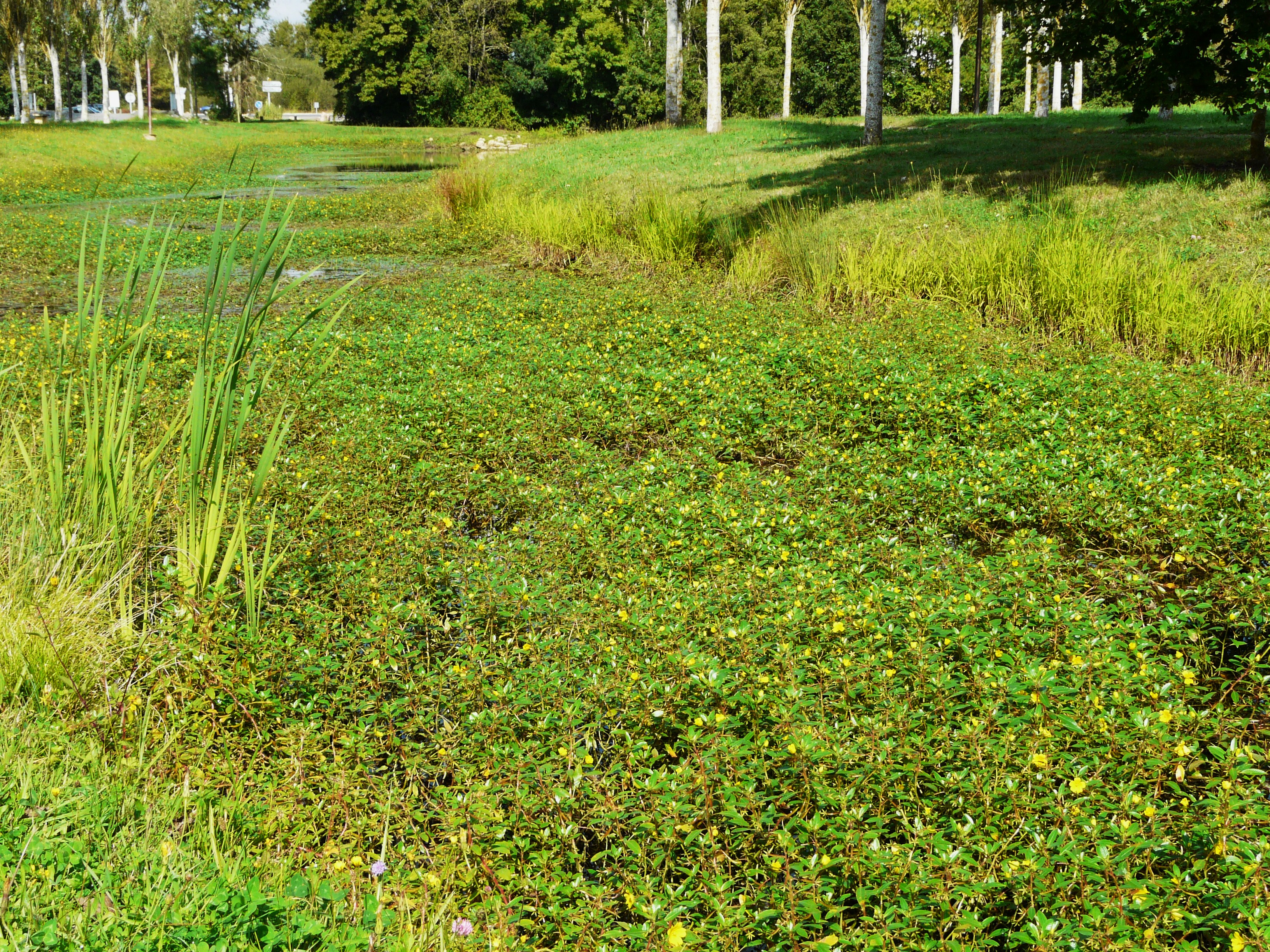
Bras d'eau presque entièrement recouvert de jussie rampante.

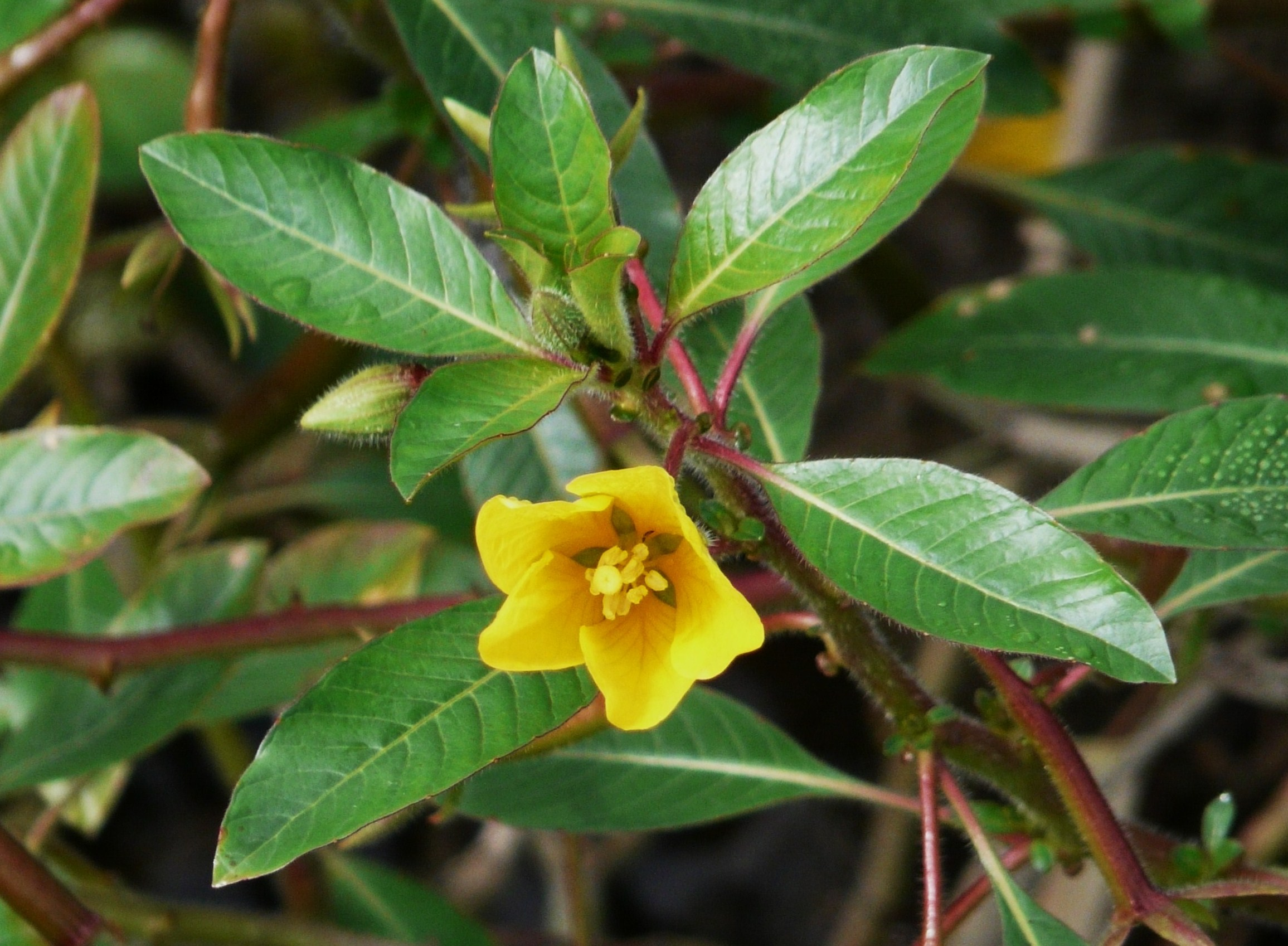
Jussie rampante.

Les feuilles émergées de Ludwigia peploides sont arrondies et glabres alors qu'elles sont lancéolées, mais poilues chez Ludwigia grandiflora.
En France, son nom peut être confondu avec un autre nom vernaculaire de jussie des marais ou Ludwigia palustris, désignant une plante autochtone, à feuilles parfois rougeâtres et petites fleurs verdâtres sans pétales (qui est elle en régression)

## Description et biologie de l'espèce
C'est une plante herbacée palustre ou aquatique ne se développant bien que dans les eaux calmes, très éclairées ou sur un sol très humide.

Elle possède de belles fleurs d'un diamètre de 3 à 5 cm et de couleur jaune vif (couleur attirant de nombreux pollinisateurs européens). Ces fleurs ont fait son intérêt ornemental et semblent à l'origine de son introduction dans de nombreux pays.

Racines et pétioles des fleurs sont parfois rougeâtres. Les feuilles immergées sont arrondies (caractère non discriminant pour l'identification de l'espèce, car partagé par d'autres jussies)
À partir des rhizomes fixés sur le fond ou les berges (de sable, vase, terre, galets...), cette jussie peut former des tapis très denses de tiges flottantes ou immergées près de la surface. Ses tiges principales (émergées ou immergées) sont rigides, noueuses, et constituent un réseau. Chaque nœud peut développer des racines adventives alimentant l'ensemble de la plante et préparant une régénération ou un bouturage en cas de casse de la tige.
Elle bénéficie de deux types de racines ;
- des racines normales, à géotropisme positif servant à la fois d’organes d’absorption et de fixation au fond.
- des racines modifiées par l'évolution, à géotropisme négatif. Ces dernières produisent un tissu aérifère (dit aérenchyme) qui permet la flottaison des longues tiges propres à l'espèce[2].

En zone tempérée ou à hiver froid, ses parties aériennes meurent chaque hiver, mais les rhizomes peuvent survivre dans les sédiments ou le sol s'il ne gèle pas.
C'est une plante de lumière, qui ne colonise pas les milieux très ombragés et ne prolifère pas dans les milieux ombreux.
Les caractéristiques biologiques et écologiques de cette espèce dans les milieux qu'elle a colonisés hors de son aire naturelle d'origine sont encore très lacunaires, comme le sont aussi les données sur la présence/absence de l'espèce en Europe. Souvent la plante n'est détectée que tardivement quand un phénomène d'invasion biologique a commencé, après une phase de latence où elle passait inaperçue. En France, un Comité régional scientifique a été instauré en Pays de la Loire pour élaborer un guide technique d'aide aux collectivités pour des interventions, cadrer et analyser des recherches scientifiques, des représentations cartographiques de l'état d'envahissement et des actions de communication.

## Propriétés médicinales
D'autres espèces du même genre botanique étaient connues pour synthétiser des composés antioxydants et/ou bactéricides ,.
Une étude universitaire française a montré en 2018 (in vitro) que des extraits méthanoliques de feuilles de L. peploides ont aussi une activité antioxydante (piégeage de radicaux libres).

Cette étude a également confirmé des vertus antibactériennes (détectées par Smida & al en 2015) (cette fois testées contre Staphylococcus aureus, Staphylococcus epidermidis et Salmonella enterica) et anti-acnéiques. Non toxiques sur les cellules HaCaT (IC50> 200 μg mL- 1), les auteurs ont aussi montré « un potentiel d'inhibition de la prolifération des cellules de mélanome B16 ».

Ils estiment qu'étant donné son « importante production saisonnière de biomasse, cette plante a un grand potentiel dans plusieurs applications thérapeutiques et cosmétiques ».

## Valeur alimentaire?
La prolifération rapide de l'espèce hors de son milieu originel laisse penser qu'elle est peu appétente, voire toxique pour de nombreux herbivores et omnivores. Son éventuelle comestibilité et sa valeur alimentaire ne semblent avoir fait l'objet que de rares études.

## Biotopes et niche écologique
L'aire naturelle de répartition de cette plante est située en Amérique du Sud, mais elle a été répandue ailleurs sur de vastes territoires par des amateurs de plantes puis passivement par boutures ou activement par les graines qu'elle produit.
Elle apprécie les eaux très ensoleillées, stagnantes ou à faible courant (mares, étangs jusqu'à 3 m de fond, cours d’eau à étiages sévères) et peut aussi coloniser les canaux, fossés, zones d'atterrissements, et différents types de zones humides.
Elle est peu exigeante en termes de nutriments et de substrat (vases émergées, bancs de galets, gravières, etc.) et sa croissance est rapide à très rapide dans les milieux eutrophes. On a observé localement une colonisation de prairies humides par exemple sur plusieurs sites des Barthes de l'Adour.
Les tiges peuvent prendre racine jusqu’à près de 3 m de fond, si l'eau est claire et le milieu idéal. Elles peuvent aussi coloniser les berges, « jusqu’à 80 cm au-dessus de la surface moyenne des eaux » si le sol est assez humide. Elles puisent indifféremment leurs nutriments dans les sédiments ou en pleine eau et s'enracinent aussi facilement dans une vase très riche en nutriments que dans un sable mésotrophe (collectif, 1997). En termes de dureté de l'eau (teneur en sels minéraux) ou de pH (acidité), elles sont plus tolérantes que la plupart des autres espèces végétales.
La destruction ou l'absence de ripisylve peut la favoriser.

## Plante envahissante
Elle a souvent été utilisée par des paysagistes ou amateurs de plantes pour la décoration de mares et étangs, et par certains aquariophiles (en aquariums d'eau douce).
Elle est caractérisée par un pouvoir élevé de multiplication (bouturage spontané ou provoqué de fragments de tiges) et de propagation, ainsi que par une large amplitude écologique, c'est-à-dire une capacité à coloniser des milieux très variés.
En l'absence de consommateurs herbivores (la plante est peu appétente, au moins à cause de sa teneur en cristaux d’oxalate de calcium) ou de maladies et autres régulateurs naturels, elle se développe sous forme d'herbiers aquatiques très denses et parfois presque impénétrables, immergés ou émergés, en produisant des tapis de tiges plus ou moins rigides pouvant atteindre et même dépasser 6 m de long.
Elle a été introduite en Afrique, Amérique du Nord (États du Sud et du sud-ouest des États-Unis), en Australie et en Europe. Dans plusieurs pays européens, comme sa consœur la Ludwigie à grandes fleurs, elle a rapidement et progressivement colonisé de nombreux plans d'eau et cours d'eau (canaux et fossés, wateringues ou hortillonnages). En France, les deux espèces de Jussies ont été signalées comme ayant été accidentellement introduites dès 1820-1830 dans le Lez à Montpellier, puis rapidement considérées comme naturalisées dans le Gard et dans l’Hérault. De là, elles ont gagné la Bretagne, le sud de la France puis sont remontées progressivement vers le nord et l'est; elles survivent par exemple aux hivers depuis 1999 dans une gravière de Nancy et sont déjà largement disséminées dans le centre et le nord du pays (Somme, Nord, Pas-de-Calais depuis la fin des années 1990) . Ses populations semblent avoir explosé après une longue phase de latence, à partir des années 1970 dans le Sud et des années 1990-2000 dans le Nord. Elle est aujourd'hui considérée comme l'une des plantes envahissantes les plus problématiques pour l'eau dans de nombreux pays, notamment la France. Elle gagne du terrain vers le nord, probablement aussi en raison du réchauffement climatique et d'hivers plus doux.
En Europe, la Jussie rampante est inscrite depuis 2016 dans la liste des espèces exotiques envahissantes préoccupantes pour l’Union européenne. Cela signifie qu'elle ne peut pas être importée, cultivée, commercialisée, plantée, ou libérée intentionnellement dans la nature, et ce nulle part dans l’Union européenne.

### Capacité et mécanisme de prolifération
Un herbier de Jussie rampante - dans de bonnes conditions - a une productivité telle que sa biomasse peut atteindre 1 à 2 kg de matière sèche par m². De plus sa croissance, favorisée par des racines dispersées dans la couche chaude de surface, est très rapide ; en Californie une croissance correspondant à + 10 % de la biomasse par m² et par jour a été enregistrée. Certains herbiers ont une biomasse totale pouvant presque doubler en 3 semaines.
Le temps de doublement de la biomasse varie de 15 jours dans les eaux stagnantes à environ 60–70 jours dans les cours d’eau .
De simples fragments de tiges de quelques centimètres, le plus souvent garnis d'une rosette de feuilles et d'une ou plusieurs racines ou bourgeons racinaires ou d'un aérenchyme forment des propagules efficaces. De plus ils peuvent résister plusieurs jours à la dessiccation.

Par des tiges enracinées dans le sol, de proche en proche, elle peut coloniser les berges et des terrains humides adjacents.
Enfin, cette jussie peut absorber des taux d'azote supérieurs à ses besoins. Ainsi, si elle semblait pouvoir jouer dans un premier temps un certain rôle épurateur de l'eau, elle restitue l'essentiel de l'azote accumulé lorsqu'elle meurt en hiver.

### Causes de la prolifération des jussies
Introduite en de nombreux points en Europe avec d'autres plantes décoratives, elle semble avoir profité:
- du commerce des plantes décoratives ;
- des activités d'extraction (transport de boutures ou graines par les engins d'un site à un autre, et offre d'un nouvel habitat) ;
- des activités de curage, de drainage et d'irrigation (qui peuvent contribuer au transport de propagules (boutures ou graines) par l'eau ou par les engins, d'un site à un autre) ;
- des inondations (puissants facteurs de dispersion des propagules) ;
- les connectivités artificielles créées entre les masses d'eau par le réseau des canaux et voies navigables (dispersion passive par le courant ou avec les péniches et bateaux de plaisance) ; elle s'est ainsi en quelques décennies dispersée dans de nombreux milieux semi-naturels et naturels en y devenant très envahissante ;
- de certaines activités nautiques (motorisées) qui ont contribué à sa dispersion. Par exemple, les hélices coupent les tiges en morceaux et contribuent à disperser des propagules au fil de l'eau, par millions. Le transport des bateaux, jetski, ou de matériel non nettoyé peut aussi y contribuer.

### Conséquences de la prolifération
- À la manière des tapis de lentilles d'eau, la jussie concurrence la flore aquatique immergée en empêchant la pénétration de la lumière vers le fond et en occupant toute la niche écologique offerte par les nombreux habitats qui lui conviennent.
- En empêchant les UV solaires de pénétrer l'eau, cette jussie inhibe aussi les vertus désinfectrices du rayonnement solaire dans l'eau.
- Elle peut contribuer aux phénomènes de dystrophisation voire de zone morte : sa nécromasse produit en se décomposant dans une zone peu oxygénée une anoxie (déficit en dioxygène) limitant ou interdisant dans cette zone la survie de la plupart des espèces animales. Les taux d'oxygène dissous stagnent souvent sous les 2 mg/l dans les herbiers du marais d'Orx.
- Cette jussie peut aussi entraver le bon fonctionnement de systèmes d'irrigation, de drainage et d'arrosage.
- Les herbiers qu'elle constitue gênent certains loisirs (pêche, natation, sports nautiques, chasse au gibier d'eau).
- Les espèces invasives sont souvent considérées comme la seconde cause de régression de la biodiversité. La jussie des marais, hors de son habitat naturel contribue à ce phénomène.

### Les moyens de lutte
La jussie ne devrait plus être utilisée ni commercialisée à des fins ornementales en raison de risques élevés de prolifération incontrôlable, même en bassin fermé où des inondations, fuites ou évacuation par « trop-plein », travaux d'entretien, oiseaux, etc., peuvent contribuer à l'exportation de graines ou parties vivantes de la plante (boutures).
En Europe, en milieu éclairé, la présence d'une ripisylve, d'un mégaphorbiaie dense ou d'espèces indigènes sociales et vigoureuses telles que roseaux ou baldingères semble limiter la progression de la jussie.
Il semble trop tard pour espérer éradiquer l'espèce en France et dans plusieurs autres pays où elle a fortement proliféré, même à l'échelle d'un bassin versant. De nouveaux équilibres et coévolutions sont espérés, qui pourraient limiter son extension et limiter son impact sur la biodiversité.
Limiter la teneur en azote et en phosphore de l'eau (par une agriculture biologique ou raisonnée, associées à des systèmes de bandes enherbées et ripisylves protégeant et nettoyant les cours d'eau, permettraient de diminuer la biomasse de jussies (qui augmente fortement dans les eaux eutrophes pour des taux de NO3− dépassant jusqu'à 20 mg/l).
Des chantiers de collecte (arrachage mécanique, extraction avec les rhizomes) et destruction (par pesticides) de cette plante sont de plus en plus fréquents, parfois menés avec l'aide des agences de l'eau et d'autres collectivités, notamment sur les milieux naturels jugés à haute valeur patrimoniale ou là où elle pose des problèmes pour les activités humaines. À ce jour, aucun traitement n'a permis l'élimination totale et définitive de la plante sur un site. Même la combinaison d'un curage précédé d'un traitement chimique, s'il semble donner de bons résultats dans un premier temps ne garantit pas l'absence du retour de cette plante.
Lutte biologique ? Dans son milieu d'origine, divers animaux mangent la jussie (dont plusieurs invertébrés parmi lesquels des insectes, mais les introduire en Europe risquerait aussi d'en faire à leur tour des espèces envahissantes ou s'attaquant à des espèces autochtones) et il est possible que des microbes contribuent à rétrocontrôler ses populations.
- En Europe, la jussie a d'abord semblé insensible aux insectes phytophages locaux, et non recherchée par les oiseaux aquatiques consommant des végétaux (dont canards et cygnes), mais quelques observations faites depuis les années 1990 au Texas[9] et par P. Dauphin en France en 1996[15]) laissent penser que certains coléoptères (du genre Galerucella) consommant habituellement des feuilles de nénuphars ou de potamots, peuvent aussi consommer des feuilles de jussie.

Dans la réserve naturelle du marais d’Orx (Landes), des coléoptères, Galerucella nymphaeae L. et Gallerucella aquatica Fourcroy, s'attaquent aux feuilles de jussies, mais ils sont aussi phytophages de plusieurs autres plantes autochtones (nymphéacées) ce qui les rend inaptes à être utilisés comme agents de contrôle spécifiques des jussies invasives.

D'autres insectes pourraient sans doute à l'avenir s'adapter à cette nouvelle venue dans leur environnement et ainsi en limiter les pullulations (sans être toutefois un moyen d'élimination).
- Les essais de pâturage par du bétail (dans l'eau, sur la berge, ou sur des plantes exportées) n'ont pas donné de résultats probants, mais des bovins de race rustique (Vache Casta de la réserve naturelle des marais de Bruges en Gironde par exemple) se sont montrés capables d'en consommer une certaine quantité quand les autres ressources manquaient, alors que les chevaux (testés par une fédération de chasseurs[16]) ont refusé d'en consommer. C'était une des pistes de recherche relevées par le collectif de 1997[1].
- L'introduction de la carpe chinoise (Ctenopharyngodon idella) ou de la carpe amour a été contre-productive (à la place de la jussie, ce sont les autres plantes qui ont été consommées, de plus ces poissons peuvent détruire toute la flore supérieure de certains étangs et pourraient en zone chaude ou avec le réchauffement climatique devenir eux-mêmes invasifs... ce qui les rend « tout à fait inutilisables (comme agents de contrôle biologique), compte tenu des caractéristiques des plantes, de la large gamme de milieux colonisés et des contraintes inhérentes à l’utilisation de ces poissons » [2].
- Pesticides : les essais de traitement ont été faits avec des herbicides autorisés (à certaines conditions) en milieux aquatiques (Diquat, Aquaprop, Round-up Biovert Aqua). Parmi ces produits, lors des premiers tests et à condition que l'herbier soit en grande partie émergé, seul le Roundup a eu une efficacité (qui reste très relative et provisoire et avec des effets collatéraux sur les autres espèces de plantes). La nécromasse induite par la mort brutale des jussies peut néanmoins être à l'origine d'un cycle d'eutrophisation, avec anoxie et risque de botulisme, contribuer au comblement par envasement du milieu[2] et engendrer un risque de bloom planctonique au printemps suivant (de cyanobactéries par exemple).

La tendance est à un entretien manuel léger et régulier, associé à une surveillance (quotidienne dans les hortillonnages d'Amiens au début des années 2000) permettant d'intervenir au plus tôt et minutieusement ; ceci après un éventuel premier chantier plus lourd ayant supprimé l'essentiel d'un herbier si ce dernier était déjà grand et bien installé. Afin que l'arrachage ne soit pas source d'une nouvelle dispersion de propagules vers l'aval, il doit être associé à des barrages flottants ou des grillages récupérant les petits morceaux de plantes. En tant que déchets potentiellement recyclables, leur mise en décharge est théoriquement interdite, mais les unités de méthanisation ou compostages susceptibles de les traiter manquent. Des possibilités de valorisation en alimentation animale seraient peut-être possibles.

Maintenir ou restaurer les ripisylves sur les secteurs à courant faible ou nul et étudier d'éventuels effets bénéfiques de la présence de certaines espèces (bovins rustiques, castors par exemple) sont des solutions envisageables.

### En France
Un arrêté ministériel du 2 mai 2007, JO n° 114 du 17 mai 2007, interdit la commercialisation et le transport de cette espèce sur le territoire français, dans le but de limiter sa propagation. Cet arrêté a été abrogé et remplacé par l'arrêté ministériel du 14 février 2018 relatif à la prévention de l'introduction et de la propagation des espèces végétales exotiques envahissantes sur le territoire métropolitain